# العاصمة (صحيفة)
العاصِمة صحيفة رسمية حکومية في المملكة العربية السورية تأسست في 1919 وأصدرت العدد الأول منها في 17 فبراير 1919 / 17 جمادى الأولى 1327 وكانت تنشر مرتين أسبوعياً في الاثنين والخميس.

فقد كانت الصحيفة الرسمية تحتوى على جميع الاتجاهات الفكرية المعاصرة والمذاهب العلمية الحديثة من اقتصاد وسياسة وأدب وتاريخ وتعليم. وكانت خليطًا بين الصحافة الرسمية والشعبية. نشرت قوانين وقرارات الحكومة وبلاغاتها الرسمية فضلاً عن بلاغات وكلمات وأخبار المملكة العربية السورية. 

## التأسيس
قد تردد هذا في المقالات الافتتاحية وجاء في المقال الافتتاحي بعد مقدمة طويلة في شكر الله وحمده خطة الصحيفة ومسلكها:

## التاريخ
لما تأزمت الحالة السياسية بين الملك فيصل والحكومتان الفرنسية والبريطانية حول رفض الانتداب وتقسيم البلاد السورية وقرارات عصبة الأمم في الانتداب على سوريا ولبنان، عمدت الحكومة إلى تغيير إدارة الصحفية ونقلها من يد من مدير المخابرات العامة إلى مدير سياسة الجريدة المسئول ليتولى شئونها الصحفية، منذ العدد السابع والأربعين في 4 أغسطس 1919 ولكي تتمشى مع مصالح عامة والحالة السياسية بصورة خاصة. وقد استدعى لها الصحفي محب الدين الخطيب من الحجاز لتسلم مهام الإدارة وأخذ هذا المدير يشكل الرأي العام السوري، لتهيئة الجو السياسي في البلاد العربية لحياة دستورية جديدة ورفض الاتقاقات الدولية بعد أن تأزممت السياسات الدولة، وبالتالي المطالبة بالوحدة العربية الشاملة والاستقلال التام في البلاد العربية.

ثم أخذ يكتب الكلمات الوطنية في المقال الافتتاحي لجميع الأعداد مثل تجاه التاريخ، قوميتنا العربية، حي على الفلاح، العمال والغلاء، القدوة، رجال الغد، نصائح وقوة الحق. وكان يوقع في نهاية المقال بموجب المادة الخاصة بها من القانون الصحفي الصادر في البلاد العثمانية وبالتالي كان يكتب اسم مطبعة الحكومة العربية في نهاية الصحفة الأخيرة.

## النشر والطباعة
کانت تصدر مرتين في الأسبوع في يومي الاثنين والخميس بثمان صحفات، طولها 30 س.م وعرضها 24 س.م وعلى ثلاثة أعمدة في كل صحفة، وطول كل عمود ½ 25 س.م وعرض العمود ½ 6 س.ك.

وكتب في نهاية الصحفة الثامنة اسم المطبعة الحكومية العربية، وذلك بموجب قانون المطبوعات العثماني وقانون المطابع اللذين كانا في العهد العثماني مطبقان في بلاد السورية حتى بعد انسحاب الجيوش العثمانية من سوريا، وبقي القانون ساري المفعول من حيث كتابة اسم المطبعة في آخر الصحفة الثامنة من الجريدة.